# الأخوات (قصة قصيرة)
الأخوات (بالإنجليزية: The Sisters)‏ قصة قصيرة من تأليف الكاتب الأيرلندي جيمس جويس. نُشِرَت القصة للمرة الأولى في 13 أغسطس من العام 1904، في مجلَّة «الكوخ الإيرلندي» (Irish Homestead)، وتُعدُّ أوَّل أعماله الخيالية المنشورة. نُشِرَت القصة مرةً أخرى مُنقَّحة في عام 1914، مُضمَّنة في مجموعة جويس القصصية «ناس من دبلن» (Dubliners).

## الشخصيات
- الصبي، وهو الراوي.
- جيمس فلين، قس سابق.
- إليزا فلين، شقيقة جيمس.
- ناني فلين، شقيقة جيمس.
- كوتر العجوز.
- عمة الصبي.
- عم الصبي.

## القصة
تتابع القصة العلاقة بين صبي يظلُّ مجهول الاسم والقسيس العجوز «جيمس فلين»، اعتنى القسيس - الذي أُعفِيَ من مهامه - بتعليم الصبي وإرشاده في واجباته الدينية، تبدأ القصة مع الصبي وهو يُفكِّر في مرض القسيس وموته المحتمل، وفي الفترة الأخيرة ظهرت له علامات وإشارات يظنُّ الصبي أنَّ لها معنى خاص، فيجتهد في تفسيرها. لاحقاً بعد عودته إلى مثواه، جلس معه عمَّته وعمَّه وكوتر العجوز أثناء تناوله العشاء، تمحور حديثهم على طاولة العشاء حول علاقة الصبي بالقسيس، وأبلغوه في غضون ذلك أنَّ القسيس قد تُوفِّي. في تلك الليلة يظلُّ الصبي مأسوراً بموت القسيس، ويحلم أنَّه يهرب إلى بلدٍ غامضٍ سري. في اليوم التالي ينهض الصبي ويخرج ليصادف إعلان موت القسيس، فيتأكَّد من خبر وفاته، يجوب الصبي حول الشوارع وهو في حيرةٍ حول تفسير حلمه وعلاقته بالقسيس. وفي المساء يذهب الصبي وعمته إلى بيت العزاء، يشهد الصبي جثمان القسيس، ومن ثمَّ يجلس مع «إليزا» و«ناني»، وهما شقيقتي القسيس المتوفي، يُقدَّم إليهم الطعام والشراب، ومن ثمَّ تخوض عمته حديثاً مع ناني، يعرف فيه الصبي أنَّ القسيس تُوفِّي بعد أن تعرَّض لانهيار عصبي جراء كسره بالصدفة كأس قربان مُقدَّس.